# Брацо Вајс
Герхард Брацо Вајс (хрв. Gerhard Beaco Weiss; Бихаћ, 1914 — Београд, 6. април 1941) био је учесник Шпанског грађанског рата.

## Биографија
Рођен је 1914. у Бихаћу. Студирао је технику на Техничком универзитету у Прагу, где је био други секретар Друштва југословенских техничара. Крајем децембра 1936. био је у првој групи југословенских студената, која је отишла у Шпанију, где се на страни Републиканске армије борила у Шпанском грађанском рату.
Најпре је био борац у интернационалном батаљону Димитров, а потом је прешао у тенковске јединице. Свега пар недеља био је митраљезац на тенку, али је бици на Харами, средином фебруара 1937, тенк униште. Том приликом погинуо је возач тенка и Брацин друг Коља из Беле Цркве, код Кијева. Потом је пребачен у партизанску (герилску) бригаду, која је била диверзантски одред, који је прелазио преко линије фронта и у позадини непријатеља вршио специјалне задатке.
Средином 1938. са другим борцима, расформираних Интернационалних бригада, прешао је у Француску, где је до 1939. боравио у сабирним логорима, након чега се вратио у Југославију. Становао је у Београду, у Француској улици, код сестре Марије, која је била дечији лекар. Погинуо је у немачком бомбрадовању Београда, 6. априла 1941. године.
Његова сестра Марија Вајс, педијатар из Београда, била је учесница Народноослободилачког рата од почетка 1942. године. Била је најпре лекар у Дурмиторском партизанском одреду, а потом у Другој пролетерској ударној бригади.